# 首都圏不動産公正取引協議会
公益社団法人首都圏不動産公正取引協議会（しゃだんほうじんしゅとけんふどうさんこうせいとりひききょうぎかい）は、「不動産の表示に関する公正競争規約」及び「不動産業における景品類の提供に関する公正競争規約」を関東地方および甲信越地方おいて運用するために設立された公益社団法人。以前は内閣府所管の社団法人だったが、公益法人制度改革に伴い、2011年4月1日に公益社団法人に移行した。

## 概要
- 所在：東京都千代田区麹町1丁目3番地 ニッセイ半蔵門ビル3階
- 設立：1963年（昭和38年）8月16日
- 会長：中井加明三